# Baby's Got a Temper
Singles de Prodigy
Smack My Bitch Up
(1997) Girls
(2004)
Clip vidéo
[vidéo] « Baby's Got a Temper », sur YouTube
Baby's Got a Temper est une chanson du groupe britannique Prodigy parue en single le 1er juillet 2002. C'était leur premier single depuis Smack My Bitch Up sorti en 1997.
Au Royaume-Uni, la chanson débute à la 5e place du classement officiel de singles pour la semaine du 7 au 13 juillet, mais tombe déjà à la 22e place la semaine suivante.
Cette chanson ne figure sur aucun album studio du groupe.

## Classements
| Classement (2002)              | Meilleure position |
| ------------------------------ | ------------------ |
| Royaume-Uni (UK Singles Chart) | 5                  |
| Royaume-Uni (UK Dance Chart)   | 4                  |
| Royaume-Uni (UK Indie Chart)   | 2                  |